# 渡辺詠帰
渡辺 詠帰（わたなべ えいき、文化8年（1811年） - 明治10年（1877年）2月）は、江戸時代後期の儒学者（朱子学派）、教育者。名は方。字（あざな）は士蔀。通称は豊吉・小右衛門。詠帰はその号。福岡藩藩儒。

## 経歴
本姓は小田氏。福岡藩江戸藩邸詰の福岡藩士渡辺小助の養嫡子となる。博学多識をもって聞こえ、詩及び書をも善くした。
文政10年（1827年）江戸藩邸学問所の教官となって教え、安政2年（1855年）その学識を買われ藩主の侍読となった。元治元年（1864年）本藩福岡に移り同じ職に従事した。
維新後明治3年（1870年）藩校修猷館の副督学（総受持助）となって学制の革新に当たり、同4年（1871年）廃藩に及んだ。